# Bad Animals Studio
Bad Animals Studio (obecnie Studio X) – studio nagraniowe zlokalizowane w Seattle w stanie Waszyngton. Pierwotnie powstało ono w 1979 pod nazwą Steve Lawson Productions. Założycielami byli Steve i Debbie Lawson. W 1991 siostry Ann i Nancy Wilson z grupy Heart połączyły siły wspólnie z właścicielami i utworzyli Studio X. W 1992 studio zmieniło nazwę na Bad Animals. Nazwa została zapożyczona od nazwy albumu studyjnego Heart – Bad Animals z 1987.
W lipcu 1997 Bad Animals sprzedało Studio X, a siostry Wilson odsprzedały swoje udziały właścicielom. W 1999 Steve Lawson sprzedał Bad Animals. Nowymi właścicielami zostali Mike McAuliffe, Dave Howe, Charlie Nordstrom i Tom McGurk.

## Artyści nagrywający w Bad Animals
- Alice in Chains
- B.B. King
- Candlebox
- Deftones
- Heart
- Johnny Cash
- Mad Season
- Chimestone
- Neil Young
- Nirvana
- Pearl Jam / Eddie Vedder
- R.E.M.
- Soundgarden